# Фаларид (Лукиан)
Фаларид (др.-греч. Φάλαρις) — сочинение Лукиана Самосатского, посвященное апологии тирана Фаларида.
Состоит из двух речей, написанных в модном в эпоху поздней софистики парадоксальном жанре, и представляющих собой риторические упражнения по отстаиванию заведомо неверной точки зрения.

## Фаларид Первый
Первую речь произносят послы тирана, сопровождающие принесённого им в дар Дельфам медного быка (§ 1). Чтобы убедить жрецов Аполлона принять подарок, они стараются опровергнуть возводимые на Фаларида обвинения в жестокости. При этом используется стандартный набор аргументов: захват власти оправдывается необходимостью противостоять коррупции и некомпетентности прежних властей (§ 2—3), а репрессии носят исключительно вынужденный характер (так как враги затаились и продолжают злоумышлять против спасителя отечества), и осуществляет их тиран, скрепя сердце и вопреки своему желанию (§ 4—8), «ибо для человека, от природы доброго, но вынужденного к жестокости, много тяжелее наказывать других, чем самому терпеть наказание».
Относительно пресловутого быка послы заявляют, что «Перилай, прекрасный литейщик, но человек никуда не годный», создал его, чтобы подольститься к тирану, но нисколько в том не преуспел, так как возмущённый «злой изобретательностью этого человека», Фаларид испробовал новый способ казни на самом изобретателе, но, дабы не осквернять изделие, предназначенное в дар божеству, Перилая чуть живого извлекли из чрева изваяния и сбросили со скалы (§ 11—12).

## Фаларид Второй
Вторую речь произносит один из дельфийцев, убеждающий сограждан принять дар тирана (§ 1). Его аргументы также вполне типичны для тех, кто ищет выгод от сотрудничества с диктатурами, и вынужден оправдываться перед общественным мнением за свою беспринципность.
Напоминая соотечественникам о том, что почвы их скудны, и страна живёт за счёт подношений богу, он указывает на то, что подвергая сомнению законность тех или иных даров, можно вообще их лишиться (§ 8). По поводу жалоб на репрессии, царящие во владениях Фаларида, он призывает не верить тому, что рассказывают политические беженцы, которые могут выдумать любые ужасы, чтобы вызвать сочувствие. Путешественникам же и подавно верить нельзя, поскольку, не исключено, что они вообще никуда не ездили и передают пустые слухи (§ 6). И даже если на Сицилии творятся все те преступления, о которых рассказывают прибывшие оттуда, не следует дельфийцам вмешиваться в чужие внутренние дела (§ 7). Наконец, если бы этот дар был богу неугоден, никто не помешал бы ему потопить корабль вместе с ним в проливе (§ 4).

## Мнения исследователей
По мнению большинства исследователей, «Фаларид» — не более чем искусное упражнение в риторике, и никакой исторической информации не содержит. По словам Э. Д. Фролова, стоит лишь удивляться тому, какой путь прошла софистика со времён раннего эллинизма, когда появилась история о Харитоне и Меланиппе, до эпохи империи, когда стала возможной прямая, хоть и несерьёзная, апология такого кровавого тирана, как Фаларид.
М. Ф. Высокий, тем не менее, полагает, что при написании своей работы Лукиан мог пользоваться неизвестными нам источниками, и в сообщении о заговорах против Фаларида могли сохраниться реальные имена и детали.